# 苯甲酸铜
苯甲酸铜是一种无机化合物，化学式为Cu(C6H5CO2)2。该化合物有时会用作烟火中的蓝光源。

## 制备
实验室里，苯甲酸铜可以由苯甲酸钾和硫酸铜反应得到：
2 C6H5COOK  +  CuSO4   →   Cu(C6H5COO)2↓  +  K2SO4

## 结构
苯甲酸铜有至少两种结构，其结构取决于水合程度。苯甲酸铜和乙酸铜结构相似，有着中国灯笼结构，铜的中心由羧基配体桥联。每个铜中心的位点由水分子占据，并可被其它配体取代。水合物的Cu(II)中心连接四个水配体，以及苯甲酸根配体。